# Los Cortijos
Los Cortijos – gmina w Hiszpanii, w prowincji Ciudad Real, w Kastylii-La Mancha, o powierzchni 94,89 km². W 2011 roku gmina liczyła 981 mieszkańców.